# Tri Mulya Jaya (Ukui)
Tri Mulya Jaya is een bestuurslaag in het regentschap Pelalawan van de provincie Riau, Indonesië. Tri Mulya Jaya telt 1270 inwoners (volkstelling 2010).